# Christian Audouin
Pour les articles homonymes, voir Audouin.
Christian Audouin, né le 19 juillet 1947[Où ?], est un journaliste et un homme politique français. Il est tour à tour membre du Parti communiste français, du Front de gauche et de La France insoumise.

## Biographie
Son père est un communiste qui dirige une petite entreprise de maçonnerie, et sa mère est au foyer. Il s'installe dans le Limousin en 1969 pour travailler au journal L'Écho du Centre, quotidien communiste. Il en devient le directeur en 1987, à la place de Marcel Rigout.
En 1978, il porte les couleurs du Parti communiste français aux élections législatives en Corrèze contre Jacques Chirac dans la troisième circonscription de la Corrèze. Lors des élections législatives de 1981, il obtient 23 % des voix et il manque 350 voix à François Hollande pour mettre en ballottage Jacques Chirac, qui l'emporte dès le premier tour,.
Premier secrétaire de la fédération de la Corrèze du Parti communiste français, il est dans les années 1990 le leader du PCF dans la région Limousin, rassemblant les communistes orthodoxes qui s'opposent au mouvement des rénovateurs animé notamment par Marcel Rigout. En 1998, il soutient la démarche mémorielle de réhabilitation des soldats fusillés pour l'exemple entamée par Lionel Jospin, alors premier ministre, en participant à la cérémonie pacifiste annuelle au monument aux morts de Gentioux-Pigerolles.
De 2002 à 2016, il est président du parc naturel régional de Millevaches en Limousin.
En 2010, il est à la tête d'une liste rassemblant le Nouveau Parti anticapitaliste, le Front de gauche et différentes formations politiques de gauche radicale, lors des élections régionales en Limousin. Cette liste obtient plus de 13 % au premier tour, et faute d'un accord avec la liste socialiste, se maintient au second, y recueillant 19 % (soit près de 20 000 voix supplémentaires). Christian Audouin siège comme conseiller régional jusqu'en 2015.
En 2012, il est candidat du Front de gauche dans la première circonscription de la Corrèze, et recueille 10 % des voix.
Pour l'élection présidentielle de 2017, il est porte-parole de La France insoumise et de son candidat Jean-Luc Mélenchon.

## Résultats électoraux

### Élections législatives
| Année | Parti    | Parti          | Circonscription | 1er tour | 1er tour | 1er tour | 2d tour | 2d tour | 2d tour |
| Année | Parti    | Parti          | Circonscription | Voix     | %        | Rang     | Voix    | %       | Issue   |
| ----- | -------- | -------------- | --------------- | -------- | -------- | -------- | ------- | ------- | ------- |
| 1976  |          | PCF            | 3e de Corrèze   | 8 771    | 22,25    | 2e       |         |         |         |
| 1978  | 10 717   | PCF            | 3e de Corrèze   | 24,61    | 2e       |          |         |         |         |
| 1981  | 8 992    | PCF            | 3e de Corrèze   | 22,23    | 3e       |          |         |         |         |
| 1988  | 7 494    | PCF            | 3e de Corrèze   | 15,89    | 3e       |          |         |         |         |
| 1993  | 6 700    | PCF            | 3e de Corrèze   | 15,67    | 2e       |          |         |         |         |
| 1995  | 7 538    | PCF            | 3e de Corrèze   | 18,52    | 2e       |          |         |         |         |
| 2012  | PCF - FG | 1re de Corrèze | 6 695           | 10,36    | 3e       |          |         |         |         |

### Élections régionales
| Année | Parti | Parti  | Région   | 1er tour | 1er tour | 1er tour | 2d tour | 2d tour | 2d tour | 2d tour |
| Année | Parti | Parti  | Région   | Voix     | %        | Rang     | Voix    | %       | Rang    | Sièges  |
| ----- | ----- | ------ | -------- | -------- | -------- | -------- | ------- | ------- | ------- | ------- |
| 2010  |       | FG-NPA | Limousin | 36 634   | 13,13    | 3e       | 56 089  | 19,10   | 3e      | 6 / 43  |